# HEC Montréal

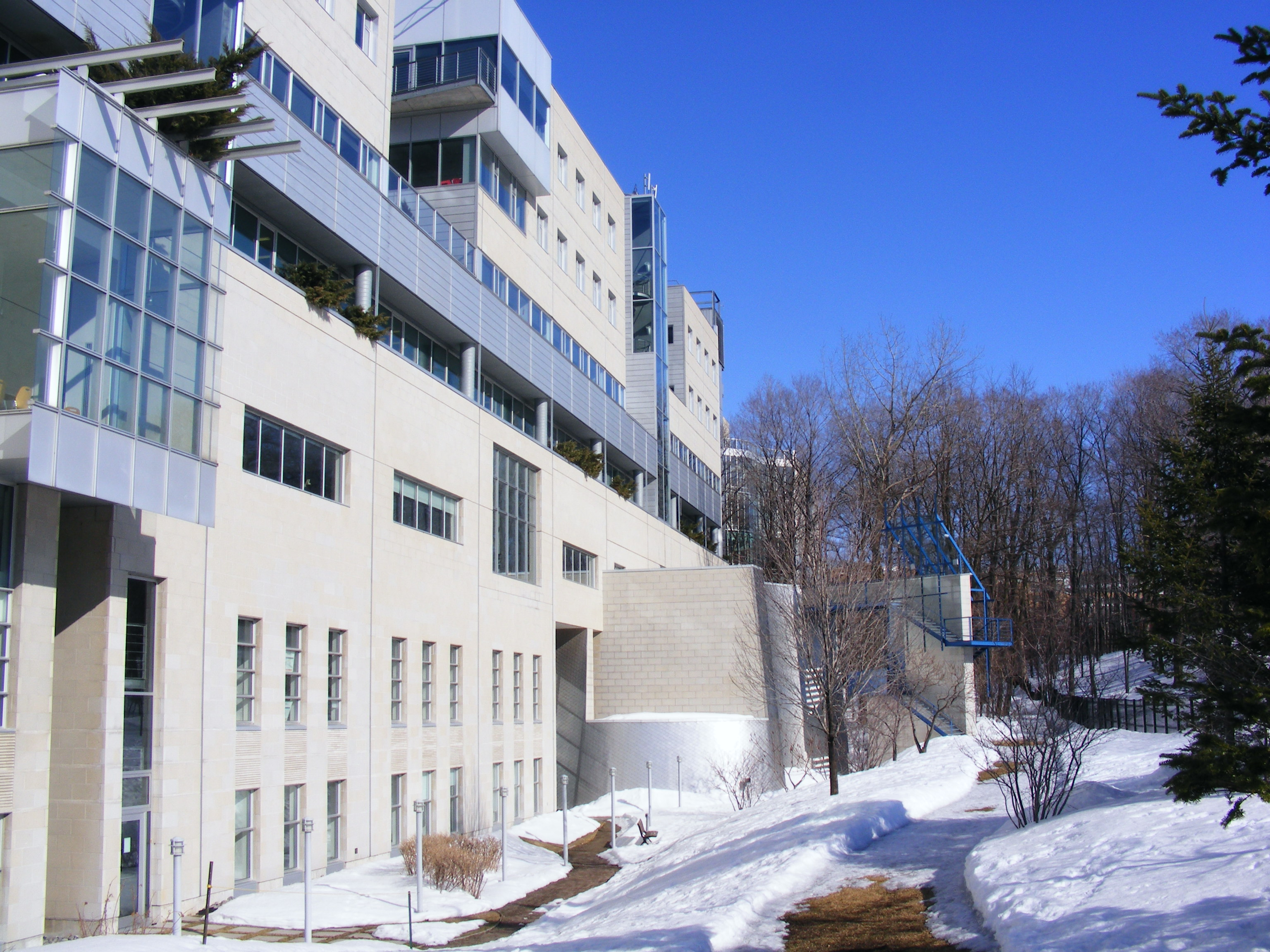
HEC Montréal

École des Hautes Études commerciales in Montréal, Québec is Canada's eerste managementschool, opgericht in 1907 door de Kamer van Koophandel van Montréal. De school is verbonden aan de Universiteit van Montréal en wordt gezien als een van de beste businessschools van het land.
De school heet officieel "HEC Montréal" sinds 2002; de naam is veranderd om zich te onderscheiden van andere businessschools zoals HEC Paris en HEC Lausanne en om de naamsbekendheid van de school in de wereld te verbeteren.
Op HEC Montréal wordt voornamelijk lesgegeven in het Frans, alhoewel er ook lessen te volgen zijn in het Engels en Spaans.
In 1997 was HEC Montréal een van de eerste scholen ter wereld die een laptop verplicht stelden.
HEC Montréal heeft twee schoolgebouwen in het stadsdeel Côte-des-Neiges, namelijk een in de jaren negentig gebouwd hypermodern hoofdgebouw aan de Côte-Sainte-Cathérine en een ouder gebouw uit de jaren zeventig aan de Avenue Decelles, waar tevens een kantoor van UNESCO is gevestigd.